# 朱耀明

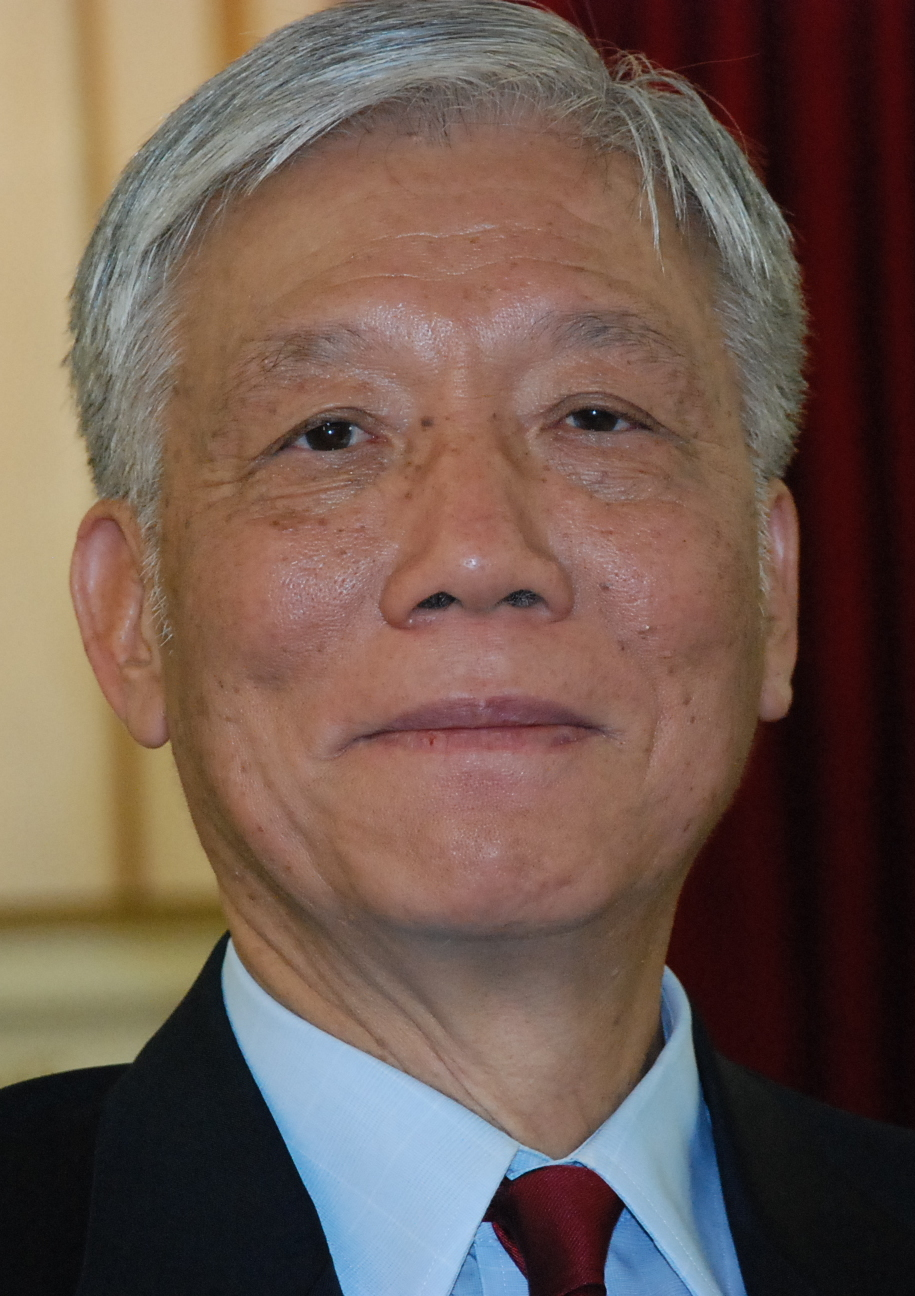
朱耀明

朱耀明牧師（1944年1月25日—），祖籍廣東臺山，香港柴灣浸信會前主任牧師、香港民主發展網絡、支联会成員，曾經領導黃雀行動，是香港基督教新教的代表人物。

## 生平
1944年正月初一（1944年1月25日），朱耀明生於香港，是一名孤兒，由祖母撫養長大。1974年接任柴灣浸信會堂主任一職，並於1978年1月1日按立為牧師。他常懷抱著赤子之心、惻隱之情及盡忠職守之心志事奉神。朱耀明在教會忠心服侍36載，於2010年1月退下堂主任一職後仍義務擔任教會學前教育中心校監、社區健康中心委員會主席及社會服務委員會顧問。朱耀明堅守「行公義，好憐憫，存謙卑的心與神同行」之聖經教訓，教導信徒要按著聖經真理愛神、愛人，將生命獻上，當作活祭，使生命果實繁盛，榮神益人。

## 推動佔領中環
2013年3月27日，朱耀明與香港大學法律系副教授戴耀廷和香港中文大學社會學系副教授陳健民共同發佈「讓愛與和平佔領中環」信念書，三人合稱「佔中三子」。三人呼籲中共「全國人大常委」應該按照基本法在香港實施真普選，切勿以篩選方式限制香港人選擇行政長官的權利，否則他們會發起公民抗命，非暴力佔領中環。
香港市民自發佔領金鐘、旺角、銅鑼灣的雨傘革命於2014年9月28日爆發（此運動非由「佔中三子」領導），與香港警察爭持79日，梁振英政府沒有應允示威人士訴求。朱耀明表示看到示威人士被毆打感到痛心，他連同64人於同年12月3日向警察自首。

### 獲獎
2016年4月17日，朱耀明獲得德國科隆福音派教區頒發Pfarrer-Georg-Fritze紀念獎，是首位華人奪有關榮譽。朱耀明稱，獎項是對傘運的一種肯定，屬於每個爭取民主的港人，希望藉領獎鼓勵民主路上年輕人，別為眼前的無力感而灰心。

### 审判
朱耀明被控於2014年9月27至28日期間，於中環金鐘不同地點「煽惑他人」或「煽惑他人煽惑」非法阻礙行車道。2019年4月9日，西九龍裁判法院裁定朱耀明在「串謀犯公眾妨擾罪」罪名成立。

### 判刑
2019年4月24日，朱耀明串謀妨擾罪罪成，判監16個月，獲准緩刑兩年。

## 批評
一位老牧師在《基督教週報》上不點名批評他「有人別具慧眼，看出他以為是的丁點所謂亮光來，繼而像雞蛋裏找骨頭在鑽牛角尖」。
朱牧師因為其鮮明的政治立場，受到部分親建制派的牧師批評，包括林以諾及吳宗文等，朱牧師亦有因此批評他們。

## 家庭
朱牧師有兩名兒子及兩名孫兒。六四事件後，朱耀明安排年僅12歲的兒子朱牧民移民至美國。

## 外部連結
- 當年營救民運人士 朱耀明﹕港人站得最前最勇（明報） （页面存档备份，存于）